# 贵州蹄盖蕨
贵州蹄盖蕨（学名：Athyrium pubicostatum）为蹄盖蕨科蹄盖蕨属下的一个种。

## 扩展阅读
- 維基物種上的相關：贵州蹄盖蕨